# Sporobolus ruspolianus
Sporobolus ruspolianus är en gräsart som beskrevs av Emilio Chiovenda. Sporobolus ruspolianus ingår i släktet droppgräs, och familjen gräs. Inga underarter finns listade i Catalogue of Life.